# Gerhardt
Gerhardt ist eine Variante des Namens Gerhard und ein Familienname:

## Namensträger

### A
- Adolf von Gerhardt (1803–1879), preußischer Landrat und Polizeipräsident
- Adolf Gerhardt (1882–1966), deutscher Architekt
- Adolph von Gerhardt (1833–1902), deutscher Arzt, Homöopath und Publizist
- Alban Gerhardt (* 1969), deutscher Cellist
- Albert Gerhardt (* 1940), deutscher Anwalt und Kriminalschriftsteller
- Alfred Gerhardt (1882–1960), deutscher Numismatiker und Heimatforscher
- Anna Gerhardt (* 1998), deutsche Fußballspielerin
- Annette Gerhardt (* 1956), deutsche Sprecherin

### B
- Bernhard Gerhardt (1893–1963), deutscher Ingenieur
- Bernt Gerhardt (1935–2015), deutscher Botaniker, Pflanzenphysiologe und Hochschullehrer

### C
- Carl Gerhardt (Mediziner) (1833–1902), deutscher Internist und Hochschullehrer
- Carl Gerhardt (Komponist) (1900–1945), deutscher Komponist und Organist
- Carl Heinrich Gerhardt (1846–1907), deutscher Unternehmer
- Carl Immanuel Gerhardt (1816–1899), deutscher Mathematikhistoriker
- Carsten Gerhardt (* 1968), deutscher Unternehmensberater
- Charles Gerhardt (Dirigent) (1927–1999), US-amerikanischer Dirigent, Toningenieur, Arrangeur und Musikproduzent
- Charles Frédéric Gerhardt (1816–1856), französisch-elsässischer Chemiker
- Christoph Gerhardt (1940–2010), deutscher Germanist
- Claudia Gerhardt (* 1966), deutsche Weitspringerin
- Claus Walther Gerhardt (1926–2014), deutscher Drucker und erster Prägemeister

### D
- Dietrich Gerhardt (Mediziner) (1866–1921), deutscher Internist und Professor der Medizin, Sohn von Carl Jakob Christian Adolf Gerhardt
- Dietrich Gerhardt (Slawist) (1911–2011), deutscher Slawist

### E
- Eberhard Gerhardt (1910–1999), deutscher Agrar- und Wirtschaftswissenschaftler
- Eduard Gerhardt (1813–1888), deutscher Maler und Lithograph
- Elena Gerhardt (1883–1961), deutsche Konzertsängerin
- Ernst Gerhardt (* 1921), deutscher Kommunalpolitiker (CDU)
- Erwin Gerhardt (1894–1977), deutscher Landrat
- Ewald Gerhardt (* 1947), deutscher Mykologe, Naturfotograf und Autor

### F
- Fabian Gerhardt (* 1971), deutscher Regisseur, Schauspieler und Autor
- Frank Gerhardt (Schachspieler) (* 1964), deutscher Fernschachspieler
- Frank Gerhardt (Komponist) (* 1967), deutscher Komponist
- Friedrich Gerhardt (Orgelbauer) (1826–1922), deutscher Orgelbauer
- Friedrich Gerhardt (Maler) (1828–1921), deutscher Maler
- Fritz Gerhardt (?–1963), deutscher Architekt

### G
- Günter Gerhardt (* 1947), deutscher Arzt, Funktionär und Publizist
- Gunther Gerhardt (* 1951), deutscher Historiker

### H
- H.P.A.H. Gerhardt (Hermann Paul August Hugo Gerhardt, Pseudonym Der Dampfschuster; 1905–1985), südafrikanischer Farmer und Dichter deutscher Herkunft
- Hans Gerhardt (1906–nach 1956), deutscher Architekt
- Hans-Jürgen Gerhardt (Mediziner) (1928–2010), deutscher Mediziner
- Hans-Jürgen Gerhardt (Bobfahrer) (* 1954), deutscher Bobfahrer
- Heinrich Gerhardt (1823–1915), deutscher Bildhauer
- Heinrich Gerhardt (Journalist) (?–1929), deutscher Journalist und Redakteur
- Hermann Gerhardt, deutscher Fußballspieler, Norddeutscher Meister 1907
- Horst Gerhardt (1935–2021), deutscher Bergingenieur und Hochschullehrer

### I
- Ida Gerhardt (1905–1997), niederländische Schriftstellerin und Übersetzerin

### J
- James Gerhardt (1929–2021), US-amerikanischer Leichtathlet
- Julius Gerhardt (1827–1911), deutscher Lehrer und Insektenkundler
- Justinus Ehrenfried Gerhardt (um 1710–1786), deutscher Orgelbauer, siehe Justinus Ehrenfried Gerhard

### K
- Karl Gerhardt (1833–1902), deutscher Mediziner und Hochschullehrer, siehe Carl Gerhardt (Mediziner)
- Karl Gerhardt (Bildhauer) (1853–1940), US-amerikanischer Bildhauer
- Karl Gerhardt (Landessyndikus) (1864–1939), deutscher Verwaltungsbeamter
- Karl Gerhardt (Regisseur) (1869–1931), österreichischer Filmregisseur und Schauspieler
- Karl Albrecht Gustav Hermann von Gerhardt (1831–1909),  preußischer Generalmajor
- Katharina Gerhardt (* 1978), deutsche Schauspielerin und Model
- Klaus-Uwe Gerhardt (* 1955), deutscher Sozialwissenschaftler

### L
- Ludwig Gerhardt (* 1938), deutscher Afrikanist und Hochschullehrer

### M
- Margarete Gerhardt (1873–1955), deutsche Malerin, Grafikerin und Linol- und Holzschneiderin
- Marie-Christine Gerhardt (* 1997), deutsche Ruderin
- Martin Gerhardt (1894–1952), deutscher Kirchenhistoriker und Archivar
- Martina Gerhardt (Juristin) (* 1959), deutsche Juristin, Richterin, Staatsanwältin und Gerichtspräsidentin
- Martina Gerhardt (Medizinerin) (* 1974), deutsche Medizinerin
- Maximilian Gerhardt (1861–nach 1920), deutscher Politiker, Oberbürgermeister von Halberstadt
- Mertcan Gerhardt (* 2002), türkisch-deutscher Basketballspieler
- Michael Gerhardt (* 1948), deutscher Bundesverfassungsrichter

### N
- Nyema Gerhardt (* 1985), liberianischer Fußballspieler

### O
- Oswald Gerhardt (1862–1946), deutscher evangelischer Theologe

### P
- Paul Gerhardt (1607–1676), deutscher Theologe und Kirchenlieddichter
- Paul Gerhardt (Wasserbauingenieur) (1847–1923), deutscher Baubeamter und Wasserbau-Ingenieur
- Paul Gerhardt (Pädagoge) (1867–1941), deutscher Sonderpädagoge und Schriftsteller
- Paul Gerhardt (Komponist) (1867–1946), deutscher Komponist und Organist
- Paul Gerhardt (Generalleutnant) (1881–1953), deutscher General der Infanterie
- Paul Gerhardt (Leichtathlet) (1901–1956), deutscher Marathonläufer
- Paul Gerhardt (Künstler) (1912–1975), deutscher Künstler
- Paul Gerhardt (Mediziner) (* 1933), deutscher Radiologe
- Peter Gerhardt (Journalist) (* 1969), deutscher Journalist und Politikwissenschaftler
- Peter Gerhardt (Politiker) (* 1992), deutscher Politiker (AfD), MdL Thüringen

### R
- Rainer Maria Gerhardt (1927–1954), deutscher Schriftsteller, Verleger und Übersetzer
- Raphael Gerhardt (* 1989), deutscher Historiker, Archivar und Museumsleiter
- Renate Gerhardt (1926–2017), deutsche Übersetzerin und Verlegerin
- Robby Gerhardt (* 1987), deutscher Leichtgewichts-Ruderer
- Robert Gerhardt (1903–1989), US-amerikanischer Ruderer
- Rolf Gerhardt (* 1953), deutscher Architekt und Hochschullehrer
- Rudolf Gerhardt (Militär) (1896–1964), deutscher Militär
- Rudolf Gerhardt (Journalist) (1937–2019), deutscher Jurist, Journalist und Hochschullehrer
- Rudolf Müller-Gerhardt (1873–1962), deutscher Tier- und Landschaftsmaler

### S
- Sina-Maria Gerhardt (* 1981), deutsche Schauspielerin
- Sonja Gerhardt (* 1989), deutsche Schauspielerin
- Stephanie Weis-Gerhardt (* 1950), deutsche Kommunalpolitikerin (Bündnis 90/Die Grünen)
- Sven Gerhardt (* 1968), deutscher Schauspieler und Synchronsprecher

### T
- Theodor Gerhardt (1890–1966), deutscher evangelischer Theologe und Geistlicher
- Tom Gerhardt (* 1956), deutscher Komiker

### U
- Ulrich Gerhardt (Zoologe) (1875–1950), deutscher Zoologe
- Ulrich Gerhardt (Hörspielregisseur) (* 1934), deutscher Regisseur und Hörspielleiter
- Ulrich Gerhardt (Holzwirt) (1942–2022), deutscher Holzwirt und Hochschullehrer
- Ursula Gerhardt (* 1943), deutsche Juristin und Richterin am Bundesgerichtshof
- Uta Gerhardt (* 1938), deutsche Soziologin

### V
- Volker Gerhardt (* 1944), deutscher Philosoph

### W
- Waldemar Gerhardt (* 1939), deutscher Fußballspieler und -trainer
- Walter Gerhardt (* 1934), deutscher Jurist und Hochschullehrer
- Werner Gerhardt (Leichtathlet) (1907–1966), südafrikanischer Sprinter
- Werner Gerhardt (Jungvolkführer) (1912–1932), deutscher Jugendfunktionär
- Wilfried Gerhardt (1930–2010), deutscher Sportjournalist und Fußballfunktionär
- Wilhelm Gerhardt (* 1938/1939), deutscher Botaniker
- Wolfgang Gerhardt (General) (1925–2011), deutscher Brigadegeneral
- Wolfgang Gerhardt (1943–2024), deutscher Politiker (FDP)

### Y
- Yannick Gerhardt (* 1994), deutscher Fußballspieler